# Victoire Berteau
Victoire Berteau (Lambres-lez-Douai, 16 agosto 2000) è una pistard e ciclista su strada francese che corre per il team Cofidis. Specialista della pista, ha vinto medaglie a livello Elite ai mondiali e agli europei, e partecipato ai Giochi olimpici di Tokyo 2020 e Parigi 2024; su strada ha invece vinto il titolo nazionale in linea 2023.

## Palmarès

### Pista
- 2018 (Juniores)

Campionati del mondo, Americana Junior (con Marie Le Net)
- 2019

Sei giorni di Manchester, Scratch
Campionati francesi, Corsa a punti
- 2021

Tre giorni di Aigle, Americana (con Marion Borras)
- 2023

Campionati francesi, Corsa a punti
Campionati francesi, Americana (con Valentine Fortin)
Troféu Internacional Artur Lopes, Corsa a punti
Troféu Internacional Artur Lopes, Americana (con Valentine Fortin)
2ª prova Coppa delle Nazioni, Inseguimento a squadre (Il Cairo, con Clara Copponi, Valentine Fortin, Marion Borras e Marie Le Net))
Belgian Track Meeting, Scratch
Belgian Track Meeting, Americana (con Marion Borras)
Tre giorni di Aigle, Corsa a punti
Tre giorni di Aigle, Americana (con Valentine Fortin)
- 2024

Campionati francesi, Americana (con Valentine Fortin)

### Strada
- 2018 (Juniores)

Gand-Wevelgem Junior
3ª tappa Omloop van Borsele Junior (Borsele > Borsele)
- 2023 (Cofidis Women Team, una vittoria)

Campionati francesi, Prova in linea

## Piazzamenti

### Grandi Giri
- Giro d'Italia

2022: 68ª
- Tour de France

2022: 68ª
2024: 66ª

### Competizioni mondiali
- Campionati del mondo su pista

Aigle 2018 - Scratch Junior: 11ª
Aigle 2018 - Americana Junior: vincitrice
Berlino 2020 - Scratch: 9ª
Berlino 2020 - Corsa a punti: 12ª
Roubaix 2021 - Scratch: 6ª
St. Quentin-en-Yv. 2022 - Inseguimento a squadre: 3ª
St. Quentin-en-Yv. 2022 - Corsa a punti: 8ª
Glasgow 2023 - Inseguimento a squadre: 3ª
Glasgow 2023 - Americana: 3ª
Ballerup 2024 - Corsa a punti: 5ª
Ballerup 2024 - Americana: 2ª
Ballerup 2024 - Omnium: 4ª
- Campionati del mondo su strada

Glasgow 2023 - In linea Elite: ritirata
- Giochi olimpici

Tokyo 2020 - Inseguimento a squadre: 7ª
Parigi 2024 - In linea: 27ª
Parigi 2024 - Inseguimento a squadre: 5ª

### Competizioni continentali
- Campionati europei su pista

Glasgow 2018 - Inseguimento a squadre: 5ª
Glasgow 2018 - Inseguimento individuale: 20ª
Apeldoorn 2019 - Scratch: 14ª
Apeldoorn 2019 - Corsa a eliminazione: 5ª
Grenchen 2021 - Omnium: 2ª
Grenchen 2021 - Americana: 3ª
Monaco di Baviera 2022 - Inseguimento a squadre: 3ª
Monaco di Baviera 2022 - Corsa a punti: 3ª
Grenchen 2023 - Inseguimento a squadre: 4ª
Grenchen 2023 - Americana: 2ª
Apeldoorn 2024 - Inseguimento a squadre: 7ª
Heusden-Zolder 2025 - Americana: 3ª
- Campionati europei su strada

Monaco di Baviera 2022 - In linea Elite: 56ª
Drenthe-Col du VAM 2023 - In linea Elite: 15ª
Limburgo 2024 - In linea Elite: 34ª